# Рахими, Атик
Атик Рахими (фр. Atiq Rahimi, 26 февраля 1962, Кабул) — афганский и французский писатель и кинорежиссёр.

## Биография
Закончил франко-афганский лицей в Кабуле. С началом Афганской войны переехал в Пакистан, а в 1984 году попросил политического убежища во Франции, которое и получил в 1985 году. Занимался продюсированием документальных фильмов на французском телевидении. Защитил докторскую диссертацию по видеорежиссуре в Сорбонне. В 1990 году узнал о гибели брата, убитого на родине в 1989 году. Снял два документальных фильма об Афганистане. В 2002 году после 17 лет изгнания вернулся в Кабул, сделал серию фотографий города, несколько из них были позднее приобретены Музеем Виктории и Альберта в Лондоне.
Живёт в Париже.

## Творчество
Дебютировал во Франции романом Земля и пепел (написан на персидском языке, фр. пер. 2000), по которому позже снял фильм, получивший признание критики и публики. Четвёртая книга Рахими, роман Сингэ Сабур. Камень терпения (2008), написана уже на французском.

## Произведения

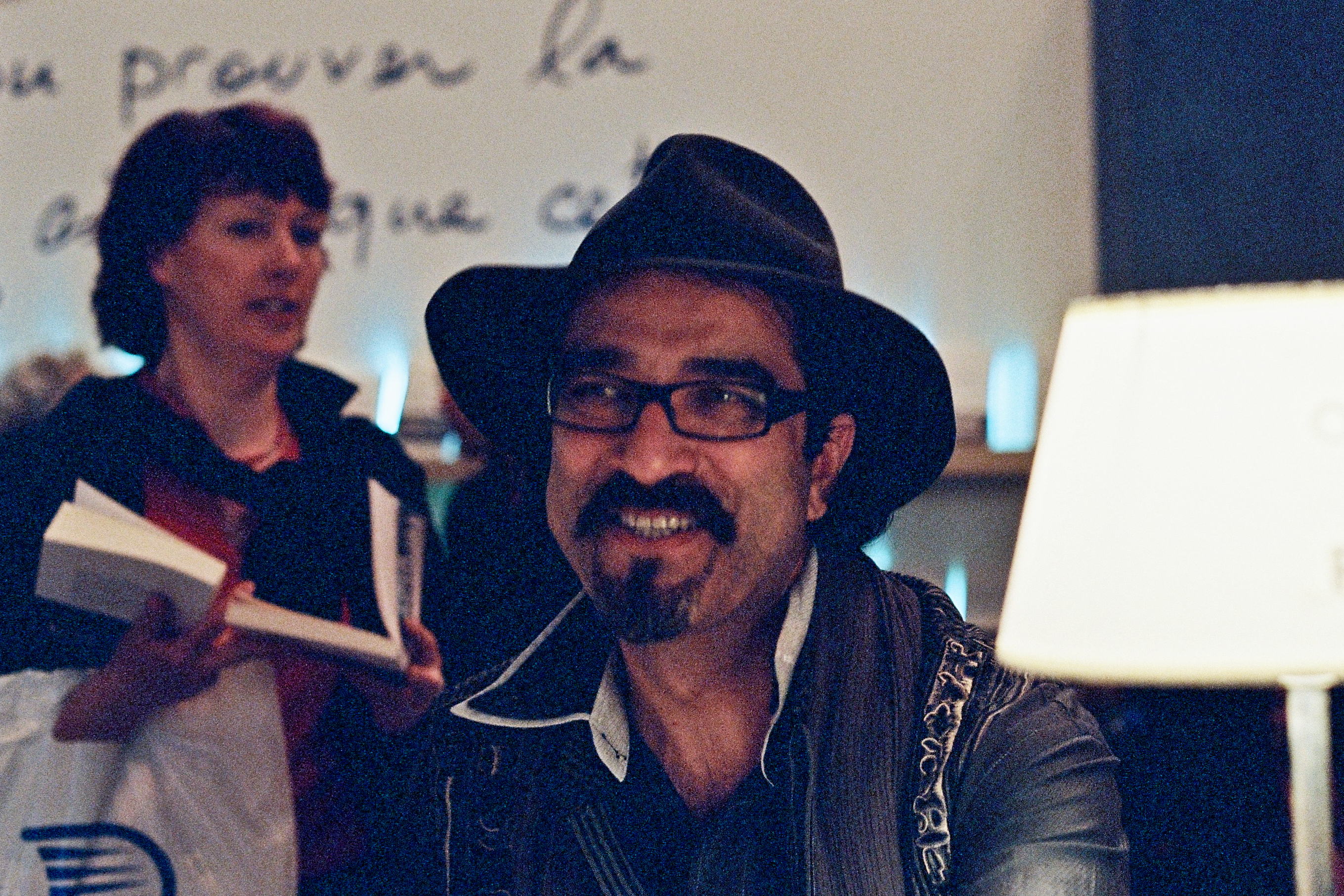
Рахими в 2009 году

### Романы

#### На персидском языке
- Земля и пепел (2000)
- Тысяча домов, объятых сном и страхом (2002)
- Мысленное возвращение (2005)

#### На французском языке
- Syngué Sabour. Pierre de patience (2008, Гонкуровская премия)
- Будь он проклят, этот Достоевский/ Maudit soit Dostoïevski (2011)

## Фильмография
- Земля и пепел/ Terre et Cendres (2004, премия Каннского МКФ в программе Особый взгляд, премия Международного фестиваля молодых режиссёров в Сен-Жан-де-Люз, МКФ Темные ночи в Таллинне, МКФ в Занзибаре, премия лучшему режиссёру на МКФ в Генте, две премии МКФ в Братиславе)
- Сингэ Сабур. Камень терпения/ Syngué Sabour. Pierre de patience (2013, премия Международного фестиваля молодых режиссёров в Сен-Жан-де-Люз, премия МКФ в Гонконге и Стамбуле, премия ФИПРЕССИ на МКФ в Осло)

## Сочинения
- Рахими Атик. Сингэ сабур (Камень терпения): Роман/ Пер. с фр. Д. Савосина. — М.: Текст, 2010. — 158 с. — ISBN 978-5-7516-0856-9.

## Признание
Романы Рахими переведены на несколько языков, он лауреат нескольких литературных и кинематографических премий.